# Musaria wachanrui
Musaria wachanrui là một loài bọ cánh cứng trong họ Cerambycidae.